# Conan IV de Bretanya
Conan IV de Bretanya, anomenat el Petit o el Negre (vers 1138- 20 de febrer de 1171), fill d'Alan el Negre, senyor de Guingamp i comte de Richmond, i de la duquessa Berta de Bretanya, filla del duc Conan III, va ser comte de Richmond de 1146 a 1171 i duc de Bretanya de 1156 a 1166. De la seva unió amb Margarida de Huntingdon va néixer Constància o Constança, duquessa de Bretanya

Conan III va designar al seu net Conan IV com el seu hereu sota la regència d'Eudes de Porhoet, segon marit de la seva filla Berta, desheretant per raó d'il·legitimitat al seu fill Hoel que, derrotat per Eudes, es va haver de conformar amb el comtat de Nantes. En arribar a la majoria d'edat, Conan IV es va aliar amb Hoel i es va revoltar contra el seu padrastre que es negava a deixar-li les regnes del ducat, però fou derrotat per Eudes el 1154. Es va refugiar a Anglaterra amb Enric Plantagenêt que li va confirmar la possessió del títol i de l’honor de Richmond, heretats del seu pare. Aquest «honor» consistia en un conjunt de terres i d'ingressos al Yorkshire.
Conan va rebre ajuda militar anglesa que li va permetre tornar a Bretanya i reunir alguns de feudals (1155), però la seva posició de vassall del rei d'Anglaterra tenia l'hostilitat dels senyors bretons que donaren suport a Eudes de Porhoet. Aquest darrer però fou derrotat i es va haver de refugiar fora de Bretanya, i Conan IV fou proclamat duc el 1156, però aquest mateix any els nantesos van expulsar al seu oncle Hoel i van escollir per a comte al germà segon d'Enric II, Jofré I Plantagenet, que ja era comte del Maine i d'Anjou des de poc abans. El comtat de Nantes va quedar així fora del ducat. A la mort de Jofré o Geoffroi, el 1158, Conan va creure que podria reprendre el Nantès, però finalment el va haver de restituir a Enric II.
El 1160, amb la benedicció del rei d'Anglaterra, Conan es va casar amb Margarida de Huntingdon. Constància va néixer poc temps després i fou ràpidament promesa (a l'edat de 4 anys) amb el tercer fill del rei Enric II, Jofré II Plantagenet (de 8 anys). Eudes de Porhoet va organitzar una nova revolta que va aconseguir alguns èxits, però va oferir així a Enric II el prétexte. per intervenir a Bretanya amb un exèrcit que va prendre el castell de Josselin el 1168. Enric II va desposseir Eudes de Porhoet del vescomtat de Porhoet, i després d'una darrera revolta el 1173, del comtat de Penthièvre.
Enric II ja no va tolerar desordres al ducat, en particular els danys aportats al comerç marítim entre les seves diferents possessions (al Nord i al sud de Bretanya) pels "naufragadors" abusant del dret de "bris". Conan fou obligat a abdicar a favor del seu futur gendre. No tenint aquest últim més que 9 anys, Enric II es va fer reconèixer guardià del ducat pels barons esperant que el seu fill arribés a la majoria.
Conan no va conservar més que el comtat de Guingamp i va morir quatre anys després de la seva abdicació. Fou inhumat a l'església abacial de Bégard.